# Triente
Il triente (in latino triens pl. trientes) era una moneta di  bronzo di Roma antica emessa durante la Repubblica romana. 
Inizialmente si trattava di monete fuse della serie dell'Aes grave, emesse sia da Roma che da altre città dell'Italia centrale che usavano questo tipo di monetazione. 
La moneta valeva un terzo dell'asse cioè 4 once.  I tipi erano diversi tra loro, comunque riportavano l'indicazione del valore tramite l'apposizione di quattro globuli.
Nella monetazione battuta il tipo più comune per il triente era Minerva e quattro globuli, che indicano appunto le quattro once, al dritto e la prora di una galea al rovescio.  Non era una denominazione comune e l'ultima volta è stata battuta verso l'89 a.C.